# San Miguel (Iloilo)
San Miguel (Bayan ng San Miguel) är en kommun i Filippinerna. Kommunen ligger på ön Panay, och tillhör provinsen Iloilo. Folkmängden uppgår till 20 754 invånare.

## Barangayer
San Miguel är indelat i 24 barangayer.
| - Bgy. 1 Pob. - Bgy. 2 Pob. - Bgy. 3 Pob. - Bgy. 4 Pob. - Bgy. 5 Pob. - Bgy. 6 Pob. - Bgy. 7 Pob. - Bgy. 8 Pob. - Bgy. 9 Pob. - Bgy. 10 Pob. - Bgy. 11 Pob. - Bgy. 12 Pob. | - Bgy. 13 Pob. - Bgy. 14 Pob. - Bgy. 15 Pob. - Bgy. 16 Pob. - Consolacion - Igtambo - San Antonio - San Jose - Santa Cruz - Santa Teresa - Santo Angel - Santo Niño |